# Procesamiento geométrico

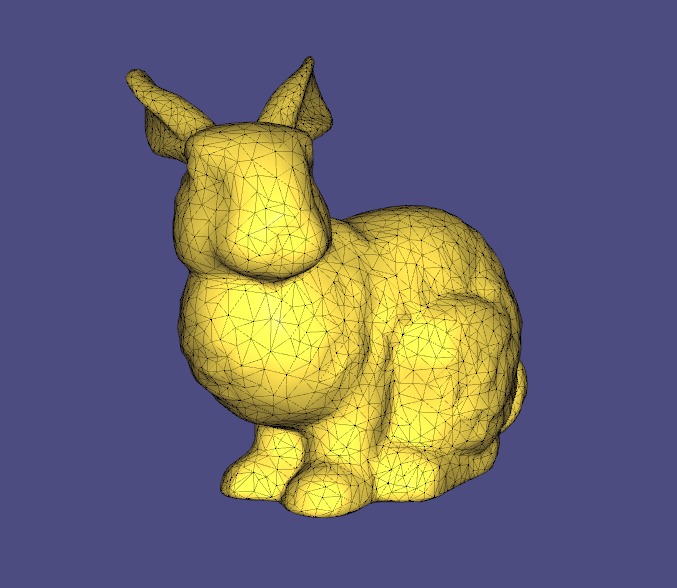
En procesamiento geométrico, los objetos son usualmente representados por varios polígonos (mesh en Inglés)

Procesamiento Geométrico (Geometry Processing en Inglés), es un área de investigación que utiliza conceptos de matemáticas aplicadas, ciencias de la computación e ingeniería. Su mayor objetivo es diseñar algoritmos eficientes para la adquisición, reconstrucción, análisis, manipulación, simulación y transmisión de modelos 3D. Acorde con su nombre, el procesamiento geométrico es equivalente al procesamiento de señales y al procesamiento de imágenes. Muchos conceptos, estructuras de datos y algoritmos son directamente equivalentes.
Las aplicaciones de los algoritmos de procesamiento geométrico cubren una amplia gama de áreas las cuales incluye: multimedia, entretenimiento, diseño asistido por computadora, biomédica, ingeniería inversa y computación científica.

## Procesamiento de la geometría como ciclo de vida
El procesamiento de geometría implica trabajar con una forma, generalmente en 2D o 3D, aunque la forma puede vivir en un espacio de dimensiones arbitrarias. El procesamiento de una forma implica tres etapas, lo que se conoce como su ciclo de vida. En su nacimiento una forma puede ser instanciada a través de uno de tres métodos: un modelo, una representación matemática o un escaneo. Después de que nace una forma, se puede analizar y editar repetidamente en un ciclo. Por lo general, esto implica la adquisición de diferentes medidas, como las distancias entre los puntos de la forma, la suavidad de la forma o su característica de Euler. La edición puede implicar eliminación de ruido, deformación o realizar transformaciones rígidas. En la etapa final de la "vida" de la forma se consume. Esto puede significar que es consumido por un espectador como un activo renderizado en un juego o película, por ejemplo. El final de la vida de una forma también puede definirse por una decisión sobre la forma, como si satisface o no algunos criterios. O incluso se puede fabricar en el mundo real, a través de un método como la impresión 3D o el corte por láser.